# Шуточка (фильм)
«Шу́точка» — советский короткометражный художественный мелодраматический телефильм по мотивам одноимённого рассказа А. П. Чехова, поставленный в 1966 году.

## Сюжет
Закадровое повествование в фильме ведётся от лица пожилого человека, который вспоминает свою молодость. Он вспоминает, как, будучи молодым, пошёл кататься зимой на санках и позвал с собой свою девушку Надю. Та сначала колебалась, но потом согласилась. Во время катания, когда в ушах девушки, чрезвычайно напуганной, свистит ветер, повествователь решает пошутить и шепчет ей на ухо: «Я люблю Вас, Наденька!». У подножия горки, после спуска, парень изображает полное равнодушие. В результате этого Наденька начинает сомневаться в том, что ей признались в любви, и решает прокатиться ещё раз. Шутка повторяется. Возлюбленные начинают кататься каждый день, и повествователь продолжает повторять свою «шуточку», а Наденька всё сомневается, что это — настоящее признание или завывание ветра? Она пытается понять это, но из-за напуганности во время спуска не может сконцентрироваться. Однажды Наденька сама приходит к горке, садится на санки и пытается разгадать свою загадку. Это наблюдает с эстрады повествователь, пришедший раньше её.
Наступает весна. Горка тает, а Наденька всё пытается разгадать ту зимнюю тайну. Повествователь уезжает в Санкт-Петербург. Об этом он сообщает ей в письме. Перед отъездом, подкравшись к дому Наденьки, повествователь, дождавшись порыва ветра и спрятавшись так, чтобы его не было видно, снова говорит: «Я люблю Вас, Наденька!». Та разочаровывается в своих надеждах.
Прошло много лет. Наденька вышла замуж за секретаря дворянской опеки, у неё подрастает трое детей. Для неё юность, проведённая с повествователем — самое трогательное и прекрасное воспоминание в жизни. А сам повествователь, уже постаревший, теперь сам не понимает, зачем тогда шутил.

## В ролях
- Нонна Терентьева — Наденька (Надежда Петровна), возлюбленная А. П.[1]
- Никита Михалков — А. П., повествователь в молодости

Текст от автора читает Андрей Попов.

## Создатели
- Сценарий и постановка Андрея Смирнова, Бориса Яшина
- Главный оператор — Юрий Схиртладзе
- Художники-постановщики — М. Карташов, Л. Платов[2]
- Композитор — А. Шнитке
- Звукооператор — Б. Вольский